# Murray Carrington
Pour les articles homonymes, voir Carrington (homonymie).
Murray Carrington est un acteur britannique né le 13 mars 1885 à Londres, et mort le 2 décembre 1941 à Clevedon, en Angleterre. 

## Filmographie sélective
- 1911 : Julius Caesar de Frank R. Benson (en)
- 1911 : Macbeth de Will Barker
- 1911 : Richard III de Frank R. Benson